# Leo Metzenbauer
Leopold Metzenbauer (* 15. Januar 1910 in Wien; † 10. April 1993 in Klosterneuburg) war ein österreichischer Zeichner, Illustrator, Maler und Filmarchitekt.

## Leben und Wirken
Leopold 'Leo' Metzenbauer hatte eine praktische Ausbildung in der Ziselierkunst und Metallbildhauerei erhalten. Von 1936 bis 1938 arbeitete er als Textilzeichner, danach als selbständiger Designer im Textilgewerbe. Seit den 30er Jahren schuf Metzenbauer Hunderte von Skizzen (darunter diverse Bleistiftzeichnungen), die später von der Stadt Wien, der Wiener Albertina und dem österreichischen Unterrichtsministerium gekauft und international ausgestellt wurden. Ab 1943 begann er auch medizinisch-anatomische Studien am Institut von Prof. Eduard Pernkopf zu zeichnen.
1949 wurde Leo Metzenbauer als Chefarchitekt zur Wien-Film geholt, schuf aber erst ab 1953 Filmdekorationen. Seine vielseitigsten Bauten entwarf er für Stoffe, in deren Mittelpunkt die klassische Musik stand (Franz Schubert, Bel Ami, Gasparone, Fidelio). Metzenbauer zeichnete aber auch für ausstattungsträchtige Geschichten (Maria Stuart, Don Carlos, Gustav Adolfs Page) verantwortlich.
Nachdem er vom Film kaum mehr Aufträge erhalten hatte, kehrte Metzenbauer zu seinen Wurzeln zurück, ließ sich vom Wiener Institut für Pathologie als medizinischer Zeichner einstellen und arbeitete ab 1965 auch als Zeichner für medizinische Fachbücher (insgesamt elf Stück, darunter hochspezielle Publikationen wie „Vaginale Inkontinenzchirurgie und Deszensuschirurgie“).
Anfang der 70er Jahre kehrte Metzenbauer kurzzeitig zum Kino zurück und entwarf die Dekorationen zu einer Reihe von wenig gehaltvollen Lustspielen und Billigsexstreifen.
1981 wurde der vielseitige Künstler zum Professor ernannt. Mit dieser Ehrung anerkannte die Stadt Wien vor allem seine Arbeit als freischaffender Künstler, die unter anderem ergreifende Zeichnungen von Opfern des Nationalsozialismus umfasst. Diese Arbeiten wurden auch in Ausstellungen (MUSA Wien) präsentiert. Ein überdies von Prof. Metzenbauer gestaltetes Mahnmal für drei im Betrieb von Siemens-Schuckert (in der Leopoldstadt) angestellten Widerstandskämpfern, die während der nationalsozialistischen Gewaltherrschaft im Landesgericht Wien enthauptet wurden, verschwand infolge des Abrisses dieser Fabriksanlagen.

## Filmografie
| - 1953: Die Regimentstochter - 1953: Franz Schubert – Ein Leben in zwei Sätzen - 1954: Schicksal am Lenkrad - 1954: Bel Ami - 1955: Gasparone - 1956: Fidelio - 1956: Nichts als Ärger mit der Liebe - 1956: August der Halbstarke - 1957: Familie Schimek - 1957: Der Kaiser und das Wäschermädel - 1958: Man ist nur zweimal jung - 1958: Immer die Radfahrer - 1959: Maria Stuart - 1959: Und ewig singen die Wälder - 1959: Immer die Mädchen - 1959: Kein Mann zum Heiraten - 1960: Don Carlos | - 1960: Das Erbe von Björndal - 1960: Sooo nicht, meine Herren! - 1960: Gustav Adolfs Page - 1960: Kauf Dir einen bunten Luftballon - 1961: Ruf der Wildgänse - 1961: Julia, du bist zauberhaft - 1962: Waldrausch - 1963: Der letzte Ritt nach Santa Cruz - 1964: Unsere tollen Tanten in der Südsee - 1964: Heiß weht der Wind - 1964: Jetzt dreht die Welt sich nur um dich - 1971: Sie liebten sich einen Sommer - 1972: Mensch ärgere dich nicht - 1972: Hauptsache Ferien - 1972: Auch fummeln will gelernt sein - 1972: Liebesspiele junger Mädchen - 1973: Oktoberfest! Da kann man fest... |